# Correu certificat
El correu certificat, correu recomanat (DCVB) o correu assegurat (DCVB) (ant. correu ciutat/espatxat o lletra cuitada/espatxada) és un tipus especial de servei de repartiment de correspondència proposat per les agències postals. Quasi tots els països membres de la Unió Postal Universal (UPU) l'ofereixen. Es caracteritza pel fet que el correu es registra a partir del moment que es diposita al sistema postal fins a la seva recepció pel destinatari. Durant tot el trajecte de la correspondència, l'agència de correus n'efectua un seguiment (tracking) verificant que és lliurat al destinatari.